# Astra Hungary FC
Az Astra Hungary FC egy magyar női labdarúgócsapat. Székhelye Budapesten található. A csapat hivatalos neve Astra Hungary Football Club.

## Története
2011 júniusában a Taksony SE női labdarúgó-szakosztályából alakult. A kezdetektől fogva az élvonalban szereplő, több korosztállyal is rendelkező együttes első idényében a bajnoki tabella harmadik helye mellé, kupagyőzelmet szerzett felnőtt csapatával. Következő két szezonjukban a második helyet gyűjtötték be a bajnokságban, 2013-ban pedig ezüstéremmel gazdagodtak a kupadöntőben.
Az egyesület már az U14-es korosztálytól szerepelteti csapatait az országos labdarúgó- és futsal bajnokságokban.

## Eredmények
- Magyar bajnokság
  - ezüstérmes (2): 2012–13, 2013–14
  - bronzérmes (2): 2011–12, 2020–21[1]
- Magyar kupa
  - győztes (1): 2012
  - döntős (2): 2013, 2021

## Játékoskeret
2023. augusztus 13-tól
| #  |     | Poszt | Név                |
| -- | --- | ----- | ------------------ |
| 1  | HUN | K     | Schvirján Dóra     |
| 88 | HUN | K     | Magyar Judit       |
| 2  | HUN | V     | Csolti Réka        |
| 4  | HUN | V     | Balogh Orsolya     |
| 12 | HUN | V     | Tőzsér Vanda       |
| 16 | HUN | V     | Antalicz Alexandra |
| 19 | HUN | V     | Pap Nóra           |
| 23 | HUN | V     | Véninger Tünde     |
| 24 | HUN | V     | Almási Virág       |
| 29 | HUN | V     | Szennai Tímea      |

| #  |     | Poszt | Név              |
| -- | --- | ----- | ---------------- |
| 3  | HUN | KP    | Kövy Elza        |
| 8  | HUN | KP    | Lovász Emma      |
| 18 | HUN | KP    | Vidács Krisztina |
| 20 | HUN | KP    | Szuja Anna       |
| 25 | HUN | KP    | Erdész Fanni     |
| 28 | HUN | KP    | Tatai Krisztina  |
| 7  | HUN | CS    | Gelb Mónika      |
| 9  | HUN | CS    | Kós Petra        |
| 11 | HUN | CS    | Szakonyi Emese   |

## Korábbi híres játékosok
| - Ács Noémi - Árvay Hanna - Balogh Mercédesz - Benkő Mónika - Halla Petra - Dencz Orsolya - Dombai-Nagy Anett - Erdész Fanni - Farkas Andrea - Farkas Katalin - Ferbert Annamária - Fogl Katalin - Godvár Katalin - Gyöngyösi Alexandra - Halászi Kinga - Halla Petra | - Jakab Kata - Kakuszi Adrienn - Kancsár Evelin - Király Bianka - Koch Fruzsina - Komlós Andrea - Kovács Klaudia - Külüs Zsuzsanna - Megyes Ágnes - Molnár Judit - Nádudvari Anna - Oláh Erika - Pavlik Júlia - Pincze Gabriella - Pintér Violetta - Rácz Zsófia | - Rozmis Gabriella - Rudán Andrea - Schatz Regina - Sebestyén Györgyi - Sipos Lilla - Szabó Boglárka - Szekér Anita - Takács Kinga - Telek-Sümegi Éva - Török Noémi - Üveges Katalin - Vicsek Nóra - Brianne Cremer - Brianna Taylor - Ebony Madrid - Dominika Dikanová |